# Глишович, Светислав
Светислав Глишович (серб. Svetislav Glišović / Светислав Глишовић; 17 сентября 1913, Белград — 10 марта 1988, Париж) — югославский футболист и футбольный тренер, лучший бомбардир чемпионата Югославии 1939/40.

## Карьера игрока

### Клубная
Глишович выступал большую часть карьеры за белградский клуб БСК (ныне ОФК), будучи частью поколения таких звёздных игроков, как Александар Тирнанич, Джордже Вуядинович, Благое Марьянович и Воин Божович. Дебют Светислава состоялся в сезоне 1931/32 годов, а по итогам сезона 1939/40 он даже стал лучшим бомбардиром Первой лиги с 10 забитыми голами. Выигрывал четыре титула чемпионата страны. Играл на флангах, умел наносить крученые удары.

### В сборной
Глишович провёл 15 игр за сборную Белграда и три встречи за вторую сборную Югославии. В главной сборной он провёл 21 игру и забил 9 голов. Дебют состоялся 5 июня 1932 в Белграде против сборной Франции: победу со счётом 2:1 принесли оба гола Глишовича. 14 апреля 1940 Светислав провёл последнюю игру против Германии в Вене, забив единственный гол сборной (югославы проиграли 1:2).

## Карьера тренера
Светислав Глишович руководил сборной НР Сербии на первом послевоенном чемпионате Югославии, на котором команда НР Сербии одержала победу. Два сезона он провёл тренером команды «Црвена звезда», тренировал позднее греческие клубы «Панатинаикос» и «Арис», а также швейцарский «Грассхоперс». Работал также и в США, руководя командами украинской диаспоры, в США издал книгу «Изучение современного футбола» (серб. Studija modernog fudbala).

## Достижения
- Чемпион Югославии (4): 1932/33, 1934/35, 1935/36, 1938/39